# Смоланд
Смо́ланд (швед. Småland) — историческая провинция в южной Швеции, в восточной части региона Гёталанд.

## География

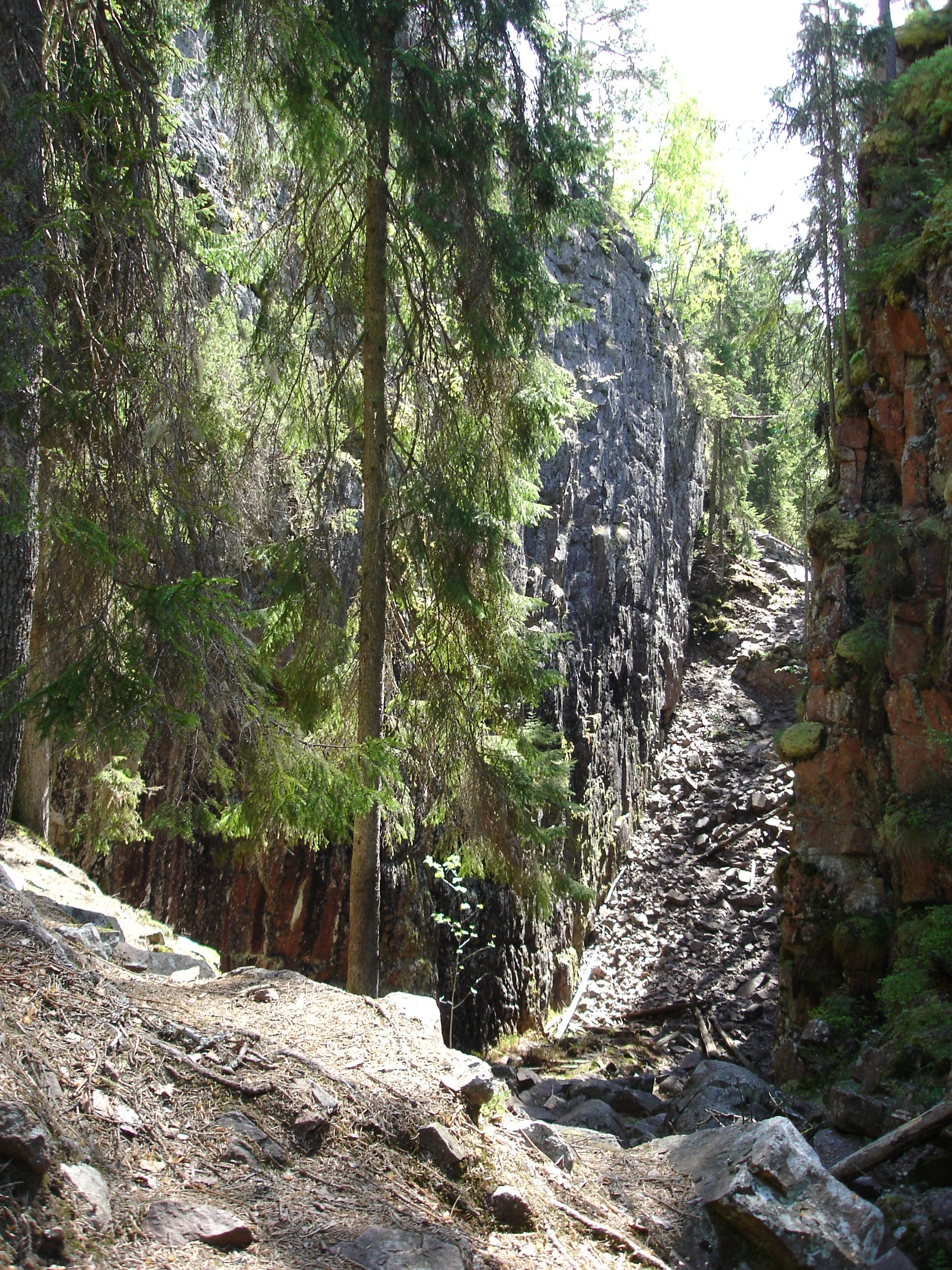
Ущелье Скуругата в лесах Смоланда

Смоланд граничит на севере с Эстергёталандом, на юге — с Блекинге и Сконе, на западе — с Вестергётландом и Халландом. Имеет выход к Балтийскому морю на восточном побережье Швеции. На территории Смоланда расположены большие части ленов Кальмар, Крунуберг и Йёнчёпинг, а также небольшие части ленов Эстергётланд и Халланд.
Большая часть территории провинции покрыта лесами, расположенными на преимущественно песчаных и каменистых почвах, малопригодных для земледелия. Культивируемые земли занимают ок. 14 %, луга — 7 %, леса — 50 %. В течение XIX века было осушено множество болот и торфяников в борьбе за пригодные для возделывания земли.
Провинция богата озёрами. Среди крупнейших — Веттерн, второе по величине озеро в Швеции, а также Больмен и Оснен.
Крупнейшие города: Кальмар, Векшё, Йёнчёпинг.

## История
В Смоланде располагается один из старейших городов Швеции — Кальмар. В средние века он был третьим по величине в государстве и являлся крупным торговым центром; в частности, именно через него вёлся экспорт железа, контролируемый торговцами из Германии.
Смоланд была центром нескольких крупных крестьянских восстаний, наиболее значительным из которых было Dackefejden под предводительством Нильса Дакке в 1542—1543. Уничтожив малочисленных представителей короля Густава Васы и захватив власть в регионе, он, однако, не имея экономических ресурсов и отказываясь от помощи немецких помещиков, не сумел её удержать. После зимы восстание было подавлено войсками короля, а Нильс Дакке убит при попытке бежать в провинцию Блекинге, находившуюся тогда под властью Дании.
Уже во времена викингов на богатой озёрами и болотами территории Смоланда добывалось железо. Однако, горное дело зародилось в XV веке, когда началась выплавляться руда в небольшом городке Таберг (Taberg). В XVI—XVII веках обработка железа переживала бум, когда кузницы начали осваивать новые методы, полученные из других стран. Кроме проволоки, стали выпускаться иглы, цепи, вязальные спицы, английские булавки и мышеловки.
В XIX веке производство стекла и леса заменили собой горное дело. С приходом индустриализации многие оставили сельское хозяйство и стали работать на фабриках. Большой прирост населения привёл к голоду и повальной нищете. В результате в середине XIX века множество молодых семей, занимавшихся сельским хозяйством, эмигрировали в Северную Америку. Большинство из них поселились в Миннесоте, климат и природа которой были сходны со шведскими.
В XVII веке во время расцвета Шведского королевства в городе Хускварна была основана оружейная фабрика (1689). В 1840-х годах братья Лундстрём основали производство спичек в Йёнчёпинге, которое впоследствии выросло в крупнейшую индустрию, работавшую на всю Европу.

## Известные люди
В Смоланд родились и жили немало известных людей; среди них:
- детская писательница Астрид Линдгрен (1907—2002),
- натуралист и естествоиспытатель Карл Линней (1707—1778),
- основатель концерна ИКЕА Ингвар Кампрад (1926—2018),
- писатель и драматург Вильхельм Муберг (1898—1973),
- географ Торстен Хагерстранд (1916—2004)
- солистка группы «ABBA» Агнета Фэльтскуг (род. 1950).
- теннисист, в прошлом первая ракетка мира Стефан Эдберг (род. 1966),
- математик Карл Иоганн Даниельсон Хилль.